# Maurizio del Palatinato

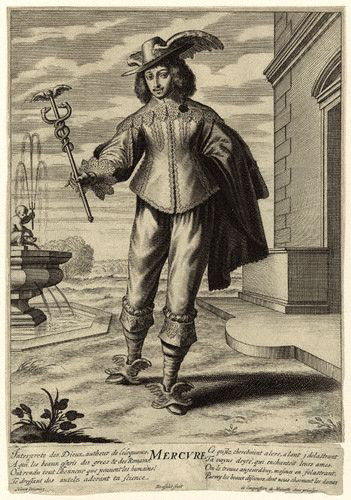
Incisione del Principe Maurizio di Simmern nelle vesti di Mercurio di Gilles Rousselet, dopo Grégoire Huret.

Principe Maurizio del Palatinato (17 dicembre 1620 – settembre 1652) Conte Palatino del Reno, era il quarto figlio maschio di Federico V Elettore Palatino e della Principessa Elisabetta, unica figlia femmina di Giacomo I, Re d'Inghilterra e Scozia e Anna di Danimarca.

## Biografia
Accompagnò il fratello maggiore, il Principe Rupert del Reno, a prendere le parti del loro zio Carlo I nella guerra civile inglese nel 1642. Servì sotto Rupert con la cavalleria nella Battaglia di Powick Bridge, dove fu ferito, e la Battaglia di Edgehill. Comandò l'esercito nel Gloucestershire che ingaggiò Sir William Waller di diverse battaglie nel 1643, incluso la vittoria do Ripple Field (13 aprile), culminando nella vittoria dei realisti nella Battaglia di Roundway Down (13 luglio). Assunse il comando dell'esercito in Cornovaglia e di una campagna a sud-ovest per il resto dell'anno.
Nell'aprile 1644, assediò Lyme Regis, ma fu costretto a dare l'assedio nel mese di giugno, ad un costo considerevole per la sua reputazione militare. Combatté da subordinato nella Battaglia di Lostwithiel e nella Seconda Battaglia di Newbury, e sotto Rupert nella Battaglia di Naseby.
Tentò di perorare la resa di Rupert di Bristol nel 1645 verso Carlo. Nella sfortuna non condivise il disonore di Rupert. Bandito con Rupert nell'ottobre 1646, prestò servizio nell'esercito francese nelle Fiandre, ma si ricongiunse con Rupert nel 1648 come viceammiraglio della sua flotta. Fu creato Cavaliere della Giarrettiera in esilio nel 1649. Nel 1652, durante la navigazione verso le Indie Occidentali, fu sorpreso da un uragano affondò con la sua nave ammiraglia, HMS Defiance.

## Ascendenza
|                                            |                             |                                 | Genitori                          |  |  | Nonni |  |  | Bisnonni                                   |  |  | Trisnonni                   |  |
|                                            |                             |                                 |                                   |  |  |       |  |  | Ludovico VI Wittelsbach, Elettore Palatino |  |  | Federico III del Palatinato |  |
|                                            |                             |                                 |                                   |  |  |       |  |  | Ludovico VI Wittelsbach, Elettore Palatino |  |  | Federico III del Palatinato |  |
|                                            |                             | Maria di Brandeburgo-Kulmbach   |                                   |  |  |       |  |  | Ludovico VI Wittelsbach, Elettore Palatino |  |  |                             |  |
| Federico IV Wittelsbach, Elettore Palatino |                             |                                 |                                   |  |  |       |  |  | Ludovico VI Wittelsbach, Elettore Palatino |  |  |                             |  |
|                                            |                             | Elisabetta d'Assia              | Filippo I d'Assia                 |  |  |       |  |  |                                            |  |  |                             |  |
|                                            |                             | Elisabetta d'Assia              | Filippo I d'Assia                 |  |  |       |  |  |                                            |  |  |                             |  |
|                                            |                             | Elisabetta d'Assia              | Cristina di Sassonia              |  |  |       |  |  |                                            |  |  |                             |  |
| Federico V Wittelsbach, Elettore Palatino  |                             | Elisabetta d'Assia              |                                   |  |  |       |  |  |                                            |  |  |                             |  |
|                                            |                             | Guglielmo I d'Orange            | Guglielmo I di Nassau-Dillenburg  |  |  |       |  |  |                                            |  |  |                             |  |
|                                            |                             | Guglielmo I d'Orange            | Guglielmo I di Nassau-Dillenburg  |  |  |       |  |  |                                            |  |  |                             |  |
|                                            |                             | Guglielmo I d'Orange            | Giuliana di Stolberg-Wernigerode  |  |  |       |  |  |                                            |  |  |                             |  |
| Luisa Giuliana d'Orange-Nassau             |                             | Guglielmo I d'Orange            |                                   |  |  |       |  |  |                                            |  |  |                             |  |
|                                            |                             | Carlotta di Borbone-Montpensier | Luigi III di Montpensier          |  |  |       |  |  |                                            |  |  |                             |  |
|                                            |                             | Carlotta di Borbone-Montpensier | Luigi III di Montpensier          |  |  |       |  |  |                                            |  |  |                             |  |
|                                            |                             | Carlotta di Borbone-Montpensier | Jacqueline de Longwy              |  |  |       |  |  |                                            |  |  |                             |  |
| Maurizio del Palatinato                    |                             | Carlotta di Borbone-Montpensier |                                   |  |  |       |  |  |                                            |  |  |                             |  |
|                                            | Enrico Stuart, Lord Darnley | Matthew Stuart                  |                                   |  |  |       |  |  |                                            |  |  |                             |  |
|                                            | Enrico Stuart, Lord Darnley | Matthew Stuart                  |                                   |  |  |       |  |  |                                            |  |  |                             |  |
|                                            | Enrico Stuart, Lord Darnley | Margaret Douglas                |                                   |  |  |       |  |  |                                            |  |  |                             |  |
| Giacomo I d'Inghilterra                    | Enrico Stuart, Lord Darnley |                                 |                                   |  |  |       |  |  |                                            |  |  |                             |  |
|                                            |                             | Maria Stuart, regina di Scozia  | Giacomo V di Scozia               |  |  |       |  |  |                                            |  |  |                             |  |
|                                            |                             | Maria Stuart, regina di Scozia  | Giacomo V di Scozia               |  |  |       |  |  |                                            |  |  |                             |  |
|                                            |                             | Maria Stuart, regina di Scozia  | Maria di Guisa                    |  |  |       |  |  |                                            |  |  |                             |  |
| Elisabetta Stuart                          |                             | Maria Stuart, regina di Scozia  |                                   |  |  |       |  |  |                                            |  |  |                             |  |
|                                            |                             | Federico II di Danimarca        | Cristiano III di Danimarca        |  |  |       |  |  |                                            |  |  |                             |  |
|                                            |                             | Federico II di Danimarca        | Cristiano III di Danimarca        |  |  |       |  |  |                                            |  |  |                             |  |
|                                            |                             | Federico II di Danimarca        | Dorotea di Sassonia-Lauenburg     |  |  |       |  |  |                                            |  |  |                             |  |
| Anna di Danimarca                          |                             | Federico II di Danimarca        |                                   |  |  |       |  |  |                                            |  |  |                             |  |
|                                            |                             | Sofia di Meclemburgo-Güstrow    | Ulrico III di Meclemburgo-Güstrow |  |  |       |  |  |                                            |  |  |                             |  |
|                                            |                             | Sofia di Meclemburgo-Güstrow    | Ulrico III di Meclemburgo-Güstrow |  |  |       |  |  |                                            |  |  |                             |  |
|                                            |                             | Sofia di Meclemburgo-Güstrow    | Elisabetta di Danimarca           |  |  |       |  |  |                                            |  |  |                             |  |
|                                            |                             | Sofia di Meclemburgo-Güstrow    |                                   |  |  |       |  |  |                                            |  |  |                             |  |